# コピティアム

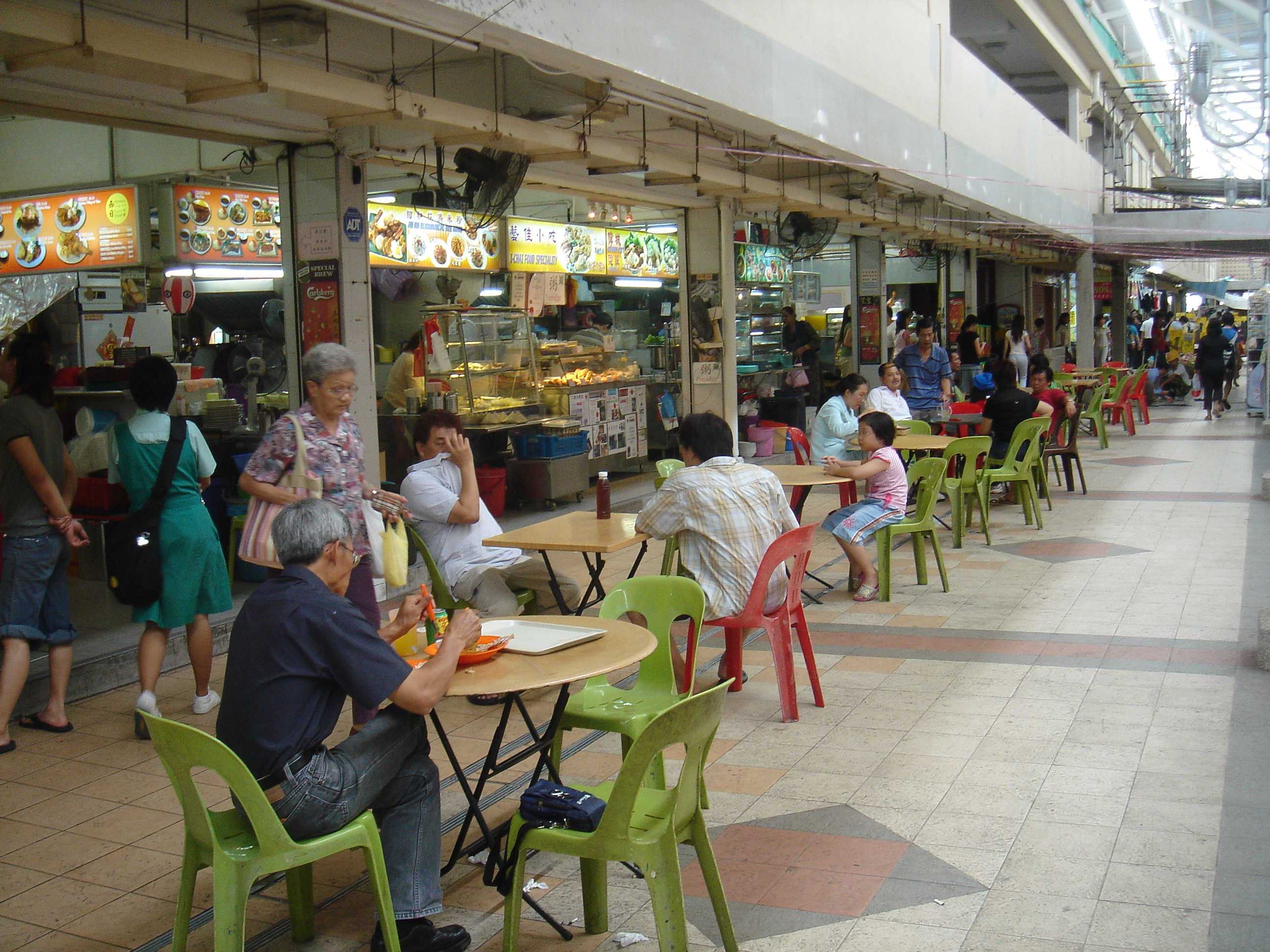
シンガポールにある屋外コピティアムの一例。

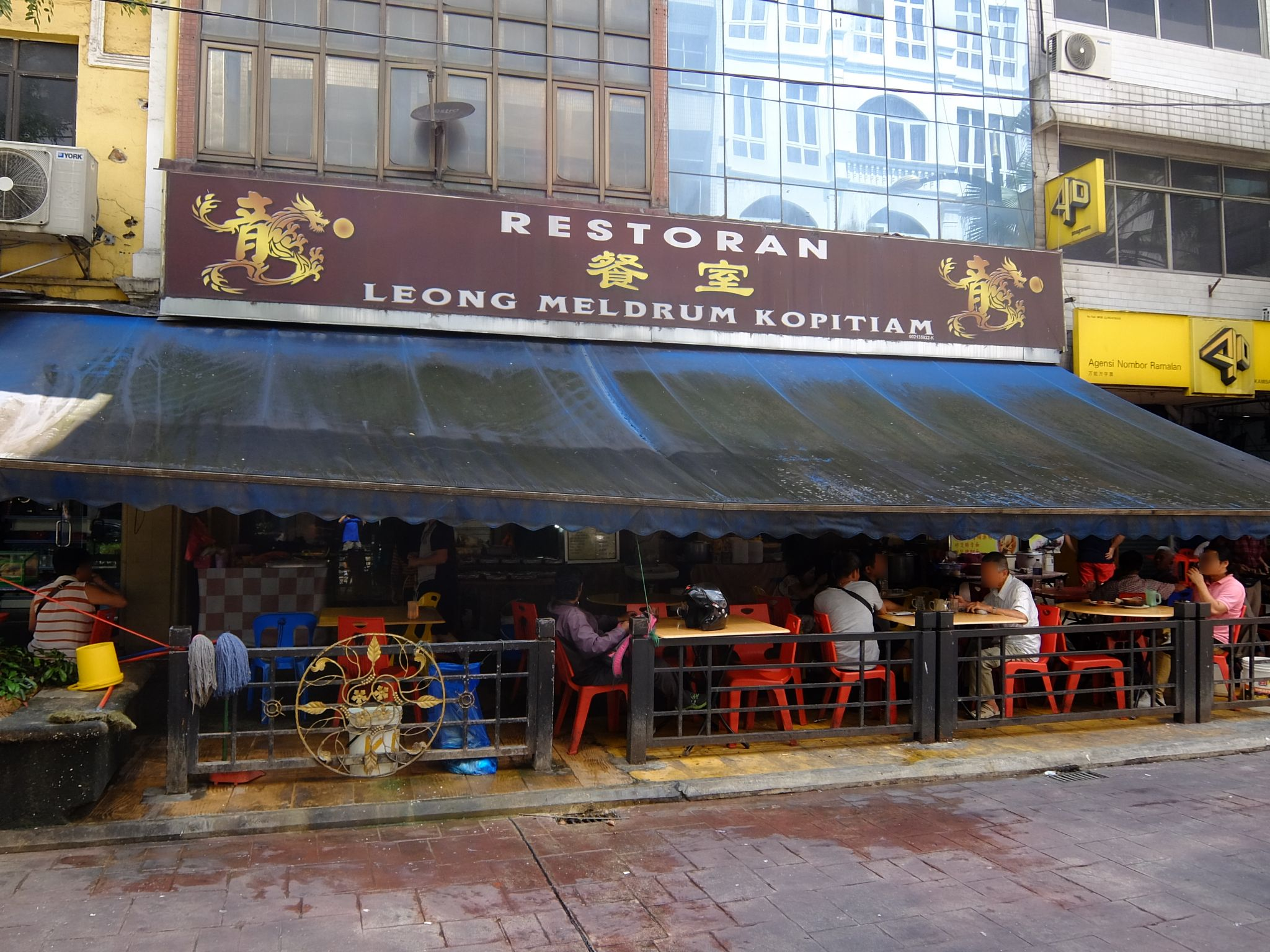
マレーシアにある屋外コピティアムの一例

コピティアム（kopitiam） は、主に東南アジアのマレーシアやシンガポールなどで見られる、コーヒーや伝統的な朝食を販売する店舗。区切ってコピ・ティアム（kopi tiam）とも。

## 概要
コーヒーショップの一種であり、コピやテー（紅茶）といったドリンクとカヤトーストなどの軽食を提供する店である。
この言葉はマレー語でコーヒー（ポルトガル語からの借用語）を表すkopi（コピ）と、店という漢字を閩南語で読んだ「店 tiam」からなる語彙である。当地の閩南語では「㗝呸店」、「羔丕店」などと表記する。メニューには通例、卵やトースト、カヤ、コピ、そして日本を含む東南アジア諸国（特にシンガポールとマレーシア）で一般的なネスレ・ミロなど、簡単な軽食、飲料が含まれている。
現存する著名店として1919年創業のキリニー・コピティアム、1944年創業のヤクン・カヤ・トースト（前身のコーヒーショップは1926年創業）がある。

## 歴史
コピティアムは、海南鶏飯と同じく、東南アジアへの海南人移民によって始められたと考えられている。
1800年代に海南島からの東南アジアへの移民が始まる。福建人、潮州人と比べると後発であったため、海南人たちは福建人、潮州人向けの屋台料理屋を営んだり、イギリス海峡植民地の行政官家庭の料理人や使用人として働いた。海南島にはコーヒーを飲む習慣はなかったが、茶を飲みながら長話をする老爸茶という習慣はあり、この習慣とイギリスの喫茶文化とが融合しつつ、華人が朝食にコーヒーを飲み、パンなどを食べる東南アジアで生まれた習慣とが融合して誕生した文化と考えられている。
1928年のシンガポールの調査報告に依れば、366軒のコーヒーショップが工部局の許可を得て営業しており、経営者には広東、福州、海南島の出身者が多かった。また、当時の華人向けシンガポール指南書には、シンガポールではコーヒーが普及しており、街の中心部は無論のこと、街はずれの路地にもコーヒーショップが立ち並んでいることが記されている。
1950年代からは麺料理や粥を提供するコピティアムも現れ、テレビが一般家庭に普及するまでは、コピティアムは人々の社交の場、情報交換の場なっていた。
その後、ショップハウスからショップモールへ、自営小店舗からチェーン店へとコピティアムは拡大してゆくことになる。
マレーシアでは人口の比率も高いイスラム教徒向けのハラールフードを提供するコピティアムも現れており、コピティアムは民族や宗教の垣根を越えて共存できる場所となっている。こういった事から「コピティアム」の語は、シンガポールやマレーシアはではオンライン公開サイトの名称としても使用されている。

## シンガポールにおけるコピティアム
シンガポールにあるコピティアムは通常、国内の産業やビジネスが発達している地区や、ほぼ全ての居住区域で目にすることができる。そのほとんどは小さな露店や店舗の集合体であるが、中には各々が同様の露店で看板が同じ形式にもかかわらず、フードコートを思い起こさせるような形態のものもある。
典型的なコピティアムでは、飲み物の露店が営業しており、コピをはじめ紅茶やソフトドリンクその他の飲み物、他にカヤトースト（ココナッツミルク、鶏卵、砂糖を煮詰めて作るカヤジャムが塗られている）や柔らかいゆで卵などの朝食メニューが販売される。露店には、シンガポール料理を中心とする種々の料理を提供する、独立した店主が器具一式を借りて営業している形態のものがある。コピティアムでは、異なった民族性や食習慣を持つ人々でも一般的な場所やテーブルで食事ができるよう、異民族の伝統的な料理でも注文が可能なことが一般的である。
また「コピティアム」は、シンガポールにおけるフードコートのチェーン店の名称でもある。
シンガポールにおいては、コピティアムの歴史とインガポールの歴史とを重ね合わせて理解されることがある。例えば、コピティアムの著名店ヤクン・カヤ・トースト創業者は、中国人女性を娶り、民族の境界を保ちながらも勤勉と自己犠牲によって無一文から会社を興した。これは初代首相となったリー・クアンユーの自伝とも重なり、シンガポールの国家としての歴史そのものを強化するものとなっている。
こういう背景もあってシンガポール国立博物館がシンガポールの民族の多様性、異文化交流、文化的革新を反映するものとして1950年代から1970年代のシンガポールにおけるストリートフードの展示を行った際には、海南鶏飯やコピティアムは祖先の歴史を理解する上での重要な文化遺産と看做された。

## マレーシアにおけるコピティアム

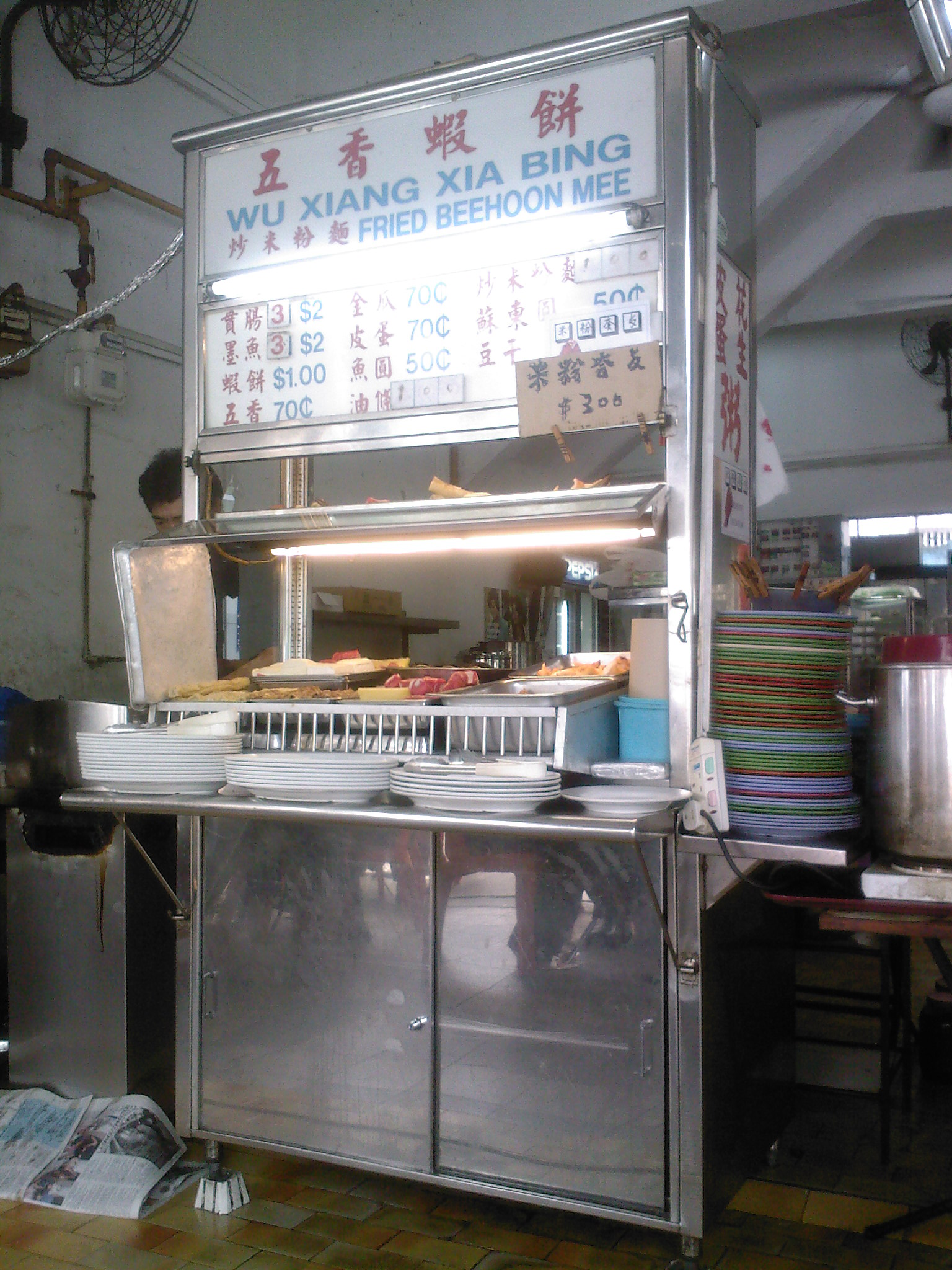
コピティアムに隣接する五香風味の揚げた軽食を販売する露店。

シンガポールにあるようなコピティアムは、マレーシアでも至る所で見られる。しかし、2国間では差異もみられ、マレーシアにおけるコピティアムの特徴として以下が挙げられる。
- マレーシアにおいて「コピティアム」という言葉は、特に中国系のコーヒーショップを指す。食事をとる場所が集まったフードコートやホーカー・センターは、「コピティアム」と呼ばれない。
- コピティアムの料理は、普通はもっぱらマレーシア式中華料理のみである。
- コピティアムで提供されるメニューは、通常料理の写真が表示されているシンガポールより情報の提供が少ない。
- 多分食べた食べ物はカレー麺、チーチョンファン（ねばねば麺）、炒飯、炒麺、ナシレマッ、トースト、チェンドルなど。その上、価格は通常、食べ物と飲み物の両方でrm10（320円ぐらい）を超えません。最も有名なものは、ガーニードライブ (Gurney Drive, ジョージタウン、ペナン) 、イポーダウンタウン(Downtown Ipoh) 、チャイナタウンクアラルンプール (Downtown Chinatown, Kuala Lumpur) 、ペタリンジャヤ、スバンジャヤ、クランことができます。

近年は新たな形態のコピティアムが出現している。懐古趣味や富裕層の増加などの社会の流れの中、古風な店舗がリバイバルして人気を呼び、かつてのコピティアムに似せた店舗も増えた。これらの新しく作られたコピティアムはファーストフード店のようになり、装飾の点では古きコピティアムを思い起こさせるものの、伝統的な店舗建築そのものではなく、ショッピングモールのような、よりモダンで衛生的な雰囲気も併せ持つ。
これはスターバックスやザ・コーヒービーン・アンド・ティーリーフなどの外国のコーヒーチェーン店による、いわゆる「コーヒー・カルチャー」が巻き起こった後に現れたものである。新しいコピティアムもこうしたコーヒー・カルチャーを知った上で、地元の風味や手頃な価格を取り入れて、利益が上がる代替商品を提供するようになった。マレーシアにおける近代的なコピティアムのパイオニア的存在に、「アンクル・リム (Uncle Lim) 」というブランドの店舗がある。多くのコピティアムがそのコンセプトに従い、今日ではマレーシアの各所で100以上のブランドを展開している。
近年では正統派コピティアムを体験できる、本格的な地元のコピや、炭で網焼きしてバターやカヤを塗ったトースト、柔らかいゆで卵などを主に提供している店舗もある。また、中には朝食やランチ、ディナーといった、広範囲にわたる食事メニューを提供する店舗もある。

## 「コーヒーショップ・トーク」
コピティアムは店員や年配客が、コーヒーを飲みながら国政や仕事場、テレビドラマや食べ物についてなど様々なニュースや話題を交換し合う場になっていることから、噂話やゴシップを指して「コーヒーショップ・トーク (coffeeshop talk)」と表現することも一部で行われている。